# HD 100546
Désignations
HD 100546, également désignée KR Muscae, est une étoile de la constellation de la Mouche distante de ∼ 353 a.l. (∼ 108 pc) de la Terre.

## Historique
HD 100546 a fait l'objet d'études scientifiques dès la fin des années 1990. On savait alors que les planètes se forment dans des disques poussiéreux qui entourent de jeunes étoiles, ce qui permettait déjà de déterminer les caractéristiques de ces disques avec une bonne résolution spectrale. L'étoile HD 100546 faisait l’objet en 1997 d'une étude encore plus poussée à l’aide du télescope spatial ISO, dans le but de déterminer les spectres ISO du disque qui entoure cette jeune étoile. On avait observé une émission de silicates sous forme cristalline, la plupart du temps de type forstérite, ce qui détermina l’équipe à émettre l’hypothèse selon laquelle, ce processus de cristallisation devait se produire, au sein des étoiles jeunes, au cours d'une évolution rapide des disques protoplanétaires ; et l’on spécula alors sur la formation d'un nuage d'Oort autour de l'étoile HD 100546.
Cette étoile a depuis fait l’objet d’études multiples.

### Planète HD 100546 b
Les preuves de l'existence d'un compagnon planétaire de HD 100546 ont été recueillies à l'aide du spectrographe à échelle UVES installé sur le VLT au Chili. Cela confirme d'autres données indiquant l'existence d'un compagnon planétaire, HD 100546 b, lequel pourrait être la plus grande exoplanète découverte avec une taille de planète et de disque environnant d'environ 6,9 RJ ; la taille de la planète la place près de la frontière entre une grande planète et une naine brune.

### Protoplanète
Des astronomes de l’observatoire européen austral étudient désormais l'étoile HD 100546 à l’aide du Very Large Telescope. Les données publiées en février 2013 dans la revue The Astrophysical Journal révèlent une planète en formation, incrustée dans une épaisse couche de gaz et de poussière. Ce processus, probablement observé pour la première fois, concerne une géante gazeuse similaire à Jupiter. Sascha Quanz, astronome suisse de l’École polytechnique fédérale de Zurich qui a participé à l’étude de la formation planétaire de cette étoile, voit dans ce « candidat » protoplanète un potentiel scientifique important pour la connaissance du processus de formation des planètes et de leur interaction avec leur environnement originel. L'étude de la formation d’une planète n’avait jusque-là été réalisée qu’avec l’aide de simulations d’ordinateurs. La candidate protoplanète se trouve environ 70 fois plus loin de son étoile que la Terre l'est du Soleil et la planète située plus à l'intérieur du système est environ dix fois plus proche.